# Länsväg 163
Länsväg 163 går sträckan Dingle - Fjällbacka - Grebbestad - Tanumshede - Bullarebygden och Smeberg. Sträckan mellan Fjällbacka och Tanumshede skyltas som turistväg och är en del av Kustvägen Bohuslän.

## Anslutande vägar
- Länsväg 165 i Bullaren
- Länsväg 174 i Dingle
- E6 utanför Dingle

## Historia
Före 1962 hade vägen inte något skyltat nummer. År 1962 gavs nummer 163 till vägen Hallinden (vid väg 162) - Hamburgsund - Fjällbacka och vidare längs dagen 163:a - Grebbestad - Tanumshede. Detta ändrades 1985 till dagens sträckning Dingle - Fjällbacka - Tanumshede - Bullaren.

## Planer
Vägen genom centrala Fjällbacka är mycket smal och har dålig sikt, och det finns planer på att dra en förbifart öster om Fjällbacka. 